# Calendrier de femmes
Pour plus de détails, voir Fiche technique et Distribution.
Calendrier de femmes (女の暦, Onna no koyomi) est un film japonais réalisé par Seiji Hisamatsu et sorti en 1954.

## Synopsis
Sur l'île de Shōdoshima vivent deux sœurs, Kuniko qui a 27 ans et Mie la plus jeune qui a 20 ans. Leurs deux parents sont morts voilà plusieurs années et elles envisagent d'inviter leurs trois sœurs ainées Michi, Takako et Kayano, toutes mariées et habitant désormais loin de Shōdoshima, à un service en mémoire de leurs ancêtres.

## Fiche technique
- Titre : Calendrier de femmes[1]
- Titre original : 女の暦 (Onna no koyomi?)
- Réalisation : Seiji Hisamatsu
- Scénario : Toshirō Ide et Momoyo Nakagawa, d'après un roman de Sakae Tsuboi
- Photographie : Hiroshi Suzuki
- Montage : Toshio Gotō
- Direction artistique : Tomoo Shimogawara
- Musique : Ichirō Saitō
- Assistant-réalisateur : Yoshiki Onoda (en)
- Société de production : Shintōhō
- Pays d'origine :  Japon
- Langue originale : japonais
- Format : noir et blanc - 1,37:1 - 35 mm - Son mono
- Genre : drame
- Durée : 100 minutes[2] (métrage : 11 bobines - 2747 m[2])
- Date de sortie :
  - Japon : 8 juin 1954[2]

## Distribution
- Yōko Sugi : Kuniko Hinata
- Kyōko Kagawa : Mie Hinata
- Kinuyo Tanaka : Michi Saeki
- Hisao Toake : Manzō Saeki
- Masao Mishima : Sakutarō Sugie
- Ranko Hanai : Kayano Sugie
- Yukiko Todoroki : Takako Takagi
- Gen Funabashi : Kyōhei Ishida
- Eiko Miyoshi : Ofuku
- Toshio Hosokawa : le professeur Aoshima

## Distinctions
- Festival de Cannes 1955 : sélection officielle en compétition[1]